# Pareiasaurus
Pareiasaurus is een geslacht van uitgestorven anapside reptielen uit de familie Pareiasauridae. Dit reptiel leefde tijdens het Laat-Perm.
Pareiasaurus was een 2,5 tot drie meter lange planteneter Het had een massieve lichaamsbouw. De rug was beschermd door beenplaten in de huid. De robuuste poten stonden iets naar opzij uit. Op de zware solide schedel zaten benige stekels en wratachtige uitgroeisels. De tanden waren klein en bladvormig met een gekartelde rand en daarmee geschikt voor het eten van taaie planten.
Het geslacht Pareiasaurus werd in de negentiende eeuw door de Engelse bioloog Richard Owen beschreven op basis van vondsten in Zuid-Afrika. Het is bekend uit de Tropidostoma, Cistecephalus en Dicynodon Assemblage Zone van de Beaufortgroep. Daarnaast zijn fossielen van Pareiasaurus gevonden in de Usili-formatie in Tanzania. P. americanus werd in 1985 beschreven op basis van materiaal uit de Rio do Rasto-formatie, maar later hernoemd tot Provelosaurus.

## Soorten
Pareiasaurus nasicornis (Haughton en Boonstra, 1929) komt uit de Tropidostoma Zone, Karoo bekken, Zuid-Afrika. Deze vroege vorm is een van de eerste vertegenwoordigers van het geslacht. Het was oorspronkelijk opgenomen in het geslacht Pareiasuchus. De snuit is zwaar gepantserd en draagt een hoornachtige knobbel. De tanden zijn voorzien van elf (of eventueel dertien of vijftien) knobbels. Dit is een groot dier; de schedel is ongeveer vijftig centimeter lang. Deze soort is mogelijk een voorouder van Pareiasaurus peringueyi.
Pareiasaurus peringueyi (Haughton en Boonstra, 1929) komt uit de Cistecephalus Zone, Karoo bekken, Zuid-Afrika. Het wordt vertegenwoordigd door een bijna compleet skelet uit de Zak-rivier, Zuid-Afrika. Het is een middelgroot dier, de schedel is zesendertig centimeter lang. Het onderscheidt zich vooral door het grote quadratojugale gebied dat ver naar buiten en naar voren helt, zodat de onderrand een hoek van ongeveer honderdtwintig maakt met de maxillaire rand; deze wang draagt grote benige nokken. Er zijn ten minste dertien paar tanden in de bovenkaak, elk met dertien of mogelijk vijftien knobbels.
Pareiasaurus serridens (Owen, 1876) komt uit de Dicynodon Zone, Karoo basin, Zuid-Afrika. Deze soort was de typesoort voor Pareiasuchus. Deze late soort is de typesoort voor Pareiasaurus en vertegenwoordigt het hoogtepunt van deze lijn. Het pantser is goed ontwikkeld. Er zijn veertien paar tanden, elk met negen tot elf knobbels. De korte diepe schedel is ongeveer veertig centimeter lang. Let op het verlengde quadratojugale gebied (jukbeenderen).